# يوسف الشجري
يوسف الشجري خطاط عباسي، ينسب إليه اختراعه لخط الإجازة، حيث اخترع من خط الجليل خطا أدق منه سماه الخط الرئاسي.

## خط الإجازة
قبيل نهاية القرن الثالث الهجري قام يوسف الشجري باختراع خط جديد سمَّاه الخط المدور الكبير، حيث أعجب به الفضل بن سهل وزير الخليفة العباسي المأمون، فراح يعممه على جميع الكتب السلطانية الصادرة عن دار الخلافة، فأطلقوا عليه اسم الخط الرئاسي، بينما انتشر عند سائر طبقات المجتمع باسم خط التوقيع.